# Nathaniel Lyon
Nathaniel Lyon (ur. 14 lipca 1818, zm. 10 sierpnia 1861) – amerykański generał.
W 1841 ukończył studia w akademii wojskowej West Point. Brał udział między innymi w wojnie amerykańsko-meksykańskiej, gdzie został ranny i uzyskał awans za udział w bitwie pod Chapultepec.
Podczas wojny secesyjnej walczył w Missouri starając się zapobiec secesji tego stanu. Udało mu się zdobyć stolicę stanu, Jefferson City, i odniósł zwycięstwo w bitwie pod Boonville. Dowodzona przez niego armia doznała jednak porażki w bitwie nad Wilson’s Creek, a on sam poniósł tam śmierć na skutek odniesionych ran. Był pierwszym generałem Unii, który poniósł śmierć na skutek działań zbrojnych podczas wojny secesyjnej.
Od jego nazwiska pochodzą nazwy hrabstwa Lyon w Kansas, hrabstwa Lyon w Minnesocie i hrabstwa Lyon w Nevadzie.